# John Leveque
John Leveque (geb. vor 1972) ist ein US-amerikanischer Tontechniker, der viermal für den Oscar für den besten Tonschnitt nominiert war, und ist damit der bisher am häufigsten Nominierte in dieser Kategorie, der keinen Oscar bekommen hat. Zum anderen gewann er zweimal den British Academy Film Award (BAFTA Film Award) für den besten Ton.

## Leben
Leveque begann seine Laufbahn als Tontechniker in der Filmwirtschaft Hollywoods 1972 bei dem Film Doomsday Voyage und arbeitete bis heute an der Herstellung von 75 Filmen mit.
Bei der 1993 war er zum ersten Mal für den Oscar für den besten Tonschnitt nominiert und zwar mit Bruce Stambler für Alarmstufe: Rot (1992). Für Auf der Flucht (1993) war er mit Stambler 1994 erneut für den Oscar in dieser Kategorie nominiert und gewann zum anderen 1994 gemeinsam mit Stambler, Becky Sullivan, Scott D. Smith, Donald O. Mitchell, Michael Herbick und Frank A. Montaño für diesen Film erstmals den BAFTA Film Award für den besten Ton.
1995 sowie 1996 folgten zwei weitere Nominierungen zusammen mit Stambler für den Oscar für den besten Tonschnitt und zwar einerseits für Das Kartell (1994) und andererseits für Batman Forever (1995). 1998 gewann er gemeinsam mit Terry Rodman, Roland N. Thai, Kirk Francis, Andy Nelson und Anna Behlmer seinen zweiten BAFTA Film Award für den besten Ton für L.A. Confidential (1997).
Zuletzt war Leveque zweimal für den Golden Reel Awards der Motion Picture Sound Editors nominiert: Zum einen 2000 für den satirischen Kriegsfilm Three Kings – Es ist schön König zu sein (1999), zum anderen für den Fernsehfilm Freedom Song (2000).

## Filmografie (Auswahl)
- 1979: Dallas
- 1984: Star Trek III: Auf der Suche nach Mr. Spock
- 1990: Filofax – Ich bin du und du bist nichts
- 1990: Drei Männer und eine kleine Lady
- 1992: The Babe – Ein amerikanischer Traum
- 1996: Die Jury
- 1999: 8mm – Acht Millimeter
- 2003: Buddy – Der Weihnachtself
- 2005: Doom – Der Film
- 2008: High School Musical 3: Senior Year